# Психические эпидемии
Психи́ческие эпиде́мии — одномоментное проявление и «эпидемическое» распространение среди значительных групп людей разного рода однотипных психических расстройств различной степени тяжести, сопровождающихся необычным, зачастую девиантным поведением, имеющих признаки психических и неврологических заболеваний.

## Факторы возникновения
Возникновению психических эпидемий обычно содействуют следующие факторы:
1. Суеверия, то есть ложные понятия о природе и человеке, составляющие содержание миросозерцания всех первобытных народов и поныне существующие в умах значительной части цивилизованных народов, к которым, в том числе, относятся вера в ведьм, оборотней, колдовство, «одержимость» человека злым духом, превращения человека в зверя (ликантропия) и т. п. Масса подобного рода представлений, порождая в людях ненормальное чувство страха перед природой и людьми, создавала почву для развития психических расстройств. Эти же ложные представления составляли материал, из которого развивался бред заболевших. Таким образом, физиологическое или нормальное содержание психики доставляло те зародышевые элементы, из которых развивалось помешательство у первобытных народов. Это положение сохраняет и в настоящее время свою силу для многих случаев.
2. Заразительность. Развитие эпидемий психических расстройств происходит благодаря распространению болезненных явлений с одного субъекта на окружающих. Заразительность имеет две формы: а) подражательность движений. Большая часть, если не все психические эпидемии, отличается обилием болезненных движений — конвульсий, гримас, танцев, криков, вращательных движений, бега и т. п., которые усваиваются окружающими больного людьми по закону физиологической подражательности; b) внушение. Психопатологические симптомы эпидемий помешательства обыкновенно состоят в различных видениях и слуховых галлюцинациях, которые сами по себе довольно ярки и влекут за собой крики, движения, позы, экзальтированную речь (пророчества), что благоприятствует их заразительности путём внушения. Психическая заразительность, как в форме двигательной подражательности, так и в виде внушения, находит для себя благодатную почву на первоначальных ступенях духовного развития у первобытных народов.
3. Самовнушение. Те же причины, которые вызывают заразительность психических расстройств, обусловливают и сильное действие отдельных мыслей и образов на психику малокультурного индивида. Под влиянием ложной идеи, суеверия, особенно же видений, галлюцинаций, у такого индивида легко развивается психическое расстройство. Вот почему в известные эпохи, когда господствовали ложные идеи и суеверия, часто возникали психические расстройства на почве религиозных суеверий, как продукт самовнушения, и путём заразительности принимали эпидемический характер.

Психиатрия относит психические эпидемии к числу индуцированных бредовых расстройств, классификацию которых создал доктор Эварист Морандон де-Монтье (фр. Evariste Marandon de Montyel).

## Формы и разновидности психических эпидемий
Их можно разделить на 4 большие группы:
1. психические, где преобладает бред, протекающий с эмоциональной подавленностью, идеями самообвинения, самоуничижения, греховности, а также идеями превращения в зверей (клиническая ликантропия). Бред величия обыкновенно принимал форму профетизма и политического честолюбия;
2. галлюцинаторные эпидемии, когда масса народа заражалась одними и теми же видениями, большей частью религиозного содержания.
3. конвульсии и припадки всякого рода — сюда относятся эпидемии пляски св. Витта, эпидемии кликушества, эпилепсии, диссоциативных судорог, каталепсии и т. п.;
4. эпидемии импульсивного помешательства, когда одержимые проявляют неудержимое стремление к насильственным актам, самоповреждению, самоубийству, истязанию и уродованию других, стремлению к бродяжничеству и т. д.

В действительности все последние три формы расстройств тесно связаны между собой, а также трудно провести границу между ними и чисто психическими эпидемиями. Психическая эпидемия, иногда остановившись в своём распространении, замыкалась в пределах одной группы людей и, передаваясь из поколения в поколение, приобретала характер секты, существовавшей целые века. Примером могут служить русские скопцы и валезиане на Востоке.

## История психических эпидемий
Средние века были эпохой наиболее богатой как настоящими психическими эпидемиями, так и различными сектами деструктивного характера. В VIII столетии в Калабрии (Италия) возникла эпидемия демонического помешательства, сопровождавшаяся соответственными галлюцинациями одержимости бесом. Эпидемия распространилась до Константинополя.
В 1206 году душевнобольной мальчик в Перудже стал проповедовать и предсказывать грядущие бедствия и конец света, призывая народ к покаянию. Возникла эпидемия «флагелиатизма», то есть самобичевания, которая охватила всю Европу и сопровождалась массовым пилигримством.
Эпидемия пляски святого Вита появилась в конце XIV века; она зародилась в южной Германии и распространилась на соседние страны. Группы больных, держась за руки, образовывали круг, который двигался по улицам, вращаясь и сопровождая своё движение дикими танцами и прыжками. Больные находились в беспамятстве, бреде и галлюцинировали. В 1374 году в Кёльне явилась толпа больных из Германии и перенесла эпидемию на левый берег Рейна, в Страсбург. Музыка, пение и церковная служба содействовали распространению этой эпидемии. Святой Вит считался покровителем этих больных.
В начале XV столетия, сходная с пляской святого Вита, эпидемия охватила Испанию и известна в истории под именем «тарантизма». Больные также обнаруживали большую чувствительность к музыке и к некоторым краскам. Так, красный цвет приводил их в буйство; вода притягивала их к себе, вследствие чего многие больные бросались в воду и тонули.
В Швеции в 1841—1842 годах возникла эпидемия религиозного экстаза. Болезнь выражалась в слуховых и зрительных галлюцинациях, в неудержимом стремлении проповедовать. Болезнь развилась на почве злоупотребления алкоголем и под влиянием плохого питания народа вследствие голода.
В 1962 году на территории современной Танзании началась эпидемия смеха, которая прекратилась лишь через полтора года. 
Начавшаяся в начале 2020 года пандемия COVID-19 объединила в себе высокую скорость и масштабность распространения психических заболеваний. Наличие опасности для населения из-за высокой смертности, нарушение условий привычной жизнедеятельности людей, материальные потери и изоляция от окружающих людей приводят к массовой эмоциональной реакции населения, которое демонстрирует признаки психических расстройств. 

## Кликушество
Кликуша — человек (обычно женщина), подверженный диссоциативным припадкам и корчам, во время которых издаёт неистовые крики. Распространённым объяснением подобных припадков было вселение в человека злого духа. Пётр I видел в кликушестве притворное беснование, имеющее целью оговорить невинных людей. В деревне Ащенково Гжатского уезда Смоленской губернии психиатр Н. В. Краинский описал эпидемию кликушества в труде «Порча, кликуши и бесноватые» (1900). Краинский счёл, что причиной являлся «большой истерический невроз», внушение, самовнушение и наклонность к сомнамбулизму. В 1970-х годах Пинежский район Архангельской области страдал от «икотной заразы». В деревне Шуйге Сурского сельского совета наблюдался случай массовых криков женщин.